# Jöns Stobæus
Jöns Stobæus, född 1667 troligen i Ystad, död 7 september 1734 i Malmö, var en svensk affärsman och politiker.
Jöns Stobæus var son till sjötullinspektören Zacharias Stobæus och brorson till Andreas Stobæus. Han blev sjötullnär i Ystad troligen 1699. Då han inte kunde redovisa 11 478 riksdaler silvermynt fängslades och suspenderades han 1712 men försattes snart på fri fot, enligt uppgift tack vare ingripande från en förmögen änka, som senare blev hans andra hustru. 1714 blev han handlare i Malmö och 1720 rådman där. 1720 blev han borgmästare i Ystads stad och 1724 borgmästare i Malmö stad. Stobæus, som var en driftig affärsman, startade 1733 med andra intressenter i Malmö estoffväveri, strumpväveri, glanslärfts- och drällsmakeri samt oljeslageri. Han var även intressent i Alingsås manufakturverk. Hans ekonomi var dock undergrävd, och dödsboet försattes i konkurs. Stobæus deltog i riksdagarna 1723, 1726–1727, 1731 och 1734, vid de båda senare riksdagarna representerade han förutom Malmö även Alingsås. Vid 1726–1727 års riksdag tillhörde han sekreta utskottet och mindre sekreta deputationen. Han räknades till det holsteinska partiet och verkade, fastän förgäves, mot Sveriges inträde i den hannoverska alliansen. Han tillhörde de som med glädje såg de 
merkantillistiska teoriernas frammarsch och försvarade i riksdagen 1731 energiskt den nya skyddspolitiken.